# 30443 Stieltjes
30443 Stieltjes è un asteroide della fascia principale. Scoperto nel 2000, presenta un'orbita caratterizzata da un semiasse maggiore pari a 2,6385472 UA e da un'eccentricità di 0,0326415, inclinata di 6,86539° rispetto all'eclittica.